# Jehoriwka (obwód połtawski)
Jehoriwka (ukr. Єгорівка) – wieś na Ukrainie, w obwodzie połtawskim, w rejonie krzemieńczuckim, w hromadzie Semeniwka. W 2025 liczyła 300 mieszkańców.